# 2012年6月ギリシャ議会総選挙
2012年6月ギリシャ議会総選挙（ギリシア語: Ελληνικές βουλευτικές εκλογές Ιουνίου 2012）は、ギリシャにおける立法府であるギリシャ議会を構成する議員を改選するために行われた選挙で、2012年6月17日に投票が実施された。なお同日には、フランスでも議会選挙（2012年フランス議会総選挙）が行われた。

## 概要
2012年5月に行われた総選挙の再選挙として実施された。5月の総選挙では新民主主義党（ND）と全ギリシャ社会主義運動（PASOK）の連立与党が過半数を獲れず、急進左派連合（SYRIZA）が第2党になるなど緊縮財政反対派が多数派を占める結果となった。選挙後、新政権発足に向けた連立交渉が行われたが、急進左派連合が緊縮財政政策反対を貫いた結果、政権樹立に失敗した。5月19日、パプーリアス大統領は議会を解散する大統領令に署名し、6月17日に議会選挙が行われる運びとなった。選挙は、緊縮財政政策とユーロ圏残留の是非を争点とした事実上の国民投票となった。

## 基礎データ
- 選挙事由：議会解散
- 投票日：2012年6月17日
- 選挙権：18歳以上のギリシャ国民
- 総定数300議席

選挙制度の詳細については2012年5月ギリシャ議会総選挙#基礎データを参照。
　

## 選挙結果
緊縮財政政策支持派のNDが5月選挙より得票と議席を増やして第1党となった。緊縮財政反対派のSYRIZAも得票と議席を増やしたが、第2党に留まった。この結果、NDと第3党のPASOKで過半数議席を獲得した。
投票率：62.47%（有権者9,951,970名/投票者6,216,856名）
| 党派                         | 得票数    | 得票率 | 議席数 | 前回比 |
| ---------------------------- | --------- | ------ | ------ | ------ |
| ND 新民主主義党              | 1,825,609 | 29.66% | 129    | +21    |
| SYRIZA 急進左派連合          | 1,655,053 | 26.89% | 71     | +19    |
| PASOK 全ギリシャ社会主義運動 | 755,832   | 12.28% | 33     | -8     |
| ANEL 独立ギリシャ人          | 462,456   | 7.51%  | 20     | -13    |
| XA 黄金の夜明け              | 425,980   | 6.92%  | 18     | -3     |
| DIMAR 民主左派               | 385,079   | 6.26%  | 17     | -2     |
| KKE ギリシャ共産党           | 277,179   | 4.50%  | 12     | -14    |
| 再創造                       | 98,063    | 1.59%  | 0      | ±0     |
| LAOS 正教民衆集会            | 97,009    | 1.58%  | 0      | ±0     |
| その他の党派                 | 173,177   | 2.79%  | 0      |        |
| 合計                         | 6,155,527 |        | 300    |        |

出典：Υπουργείο Εσωτερικώνギリシャ内務省、H KAΘHMEPINH （2012年6月18日閲覧）。得票率1%未満の党派得票については合算して掲載。 　
阻止条項である3%を上回って議席を獲得した政党の得票でみた場合、緊縮財政政策支持派のNDとPASOKの得票合計42.0%に対し、緊縮財政反対派は計52.1%で緊縮反対派が多数を占めていること自体には変化がなかった。選挙結果を受け、NDのサマラス党首は「国民はユーロ圏残留を選択した」と勝利宣言した一方で、ギリシャの経済成長を保障するため、債務返還期限について2年程度延期するように求めていく姿勢を示した。第2党となったSYRIZAのツィプラス党首は「18日から戦いを続ける」と述べ、最大野党として緊縮財政に対する対決姿勢を表明した。